# Loriges
Loriges ist eine französische Gemeinde mit 354 Einwohnern (Stand: 1. Januar 2022) im Département Allier in der Region Auvergne-Rhône-Alpes (vor 2016 Auvergne). Sie gehört zum Arrondissement Vichy und ist Mitglied im Gemeindeverband Communauté de communes Saint-Pourçain Sioule Limagne. Die Bewohner werden Lorigeois und Lorigeoises genannt.

## Geographie
Loriges liegt etwa 38 Kilometer südlich von Moulins und 17 Kilometer nordnordwestlich von Vichy.

### Nachbargemeinden
Umgeben ist Loriges von den Nachbargemeinden Saint-Pourçain-sur-Sioule im Norden und Nordwesten, Paray-sous-Briailles im Norden und Osten, Marcenat im Südosten, Saint-Didier-la-Forêt im Süden sowie Bayet im Westen.

## Bevölkerungsentwicklung
| Jahr      | 1962 | 1968 | 1975 | 1982 | 1990 | 1999 | 2006 | 2011 | 2016 |
| Einwohner | 299  | 296  | 281  | 271  | 323  | 326  | 299  | 348  | 353  |

## Sehenswürdigkeiten

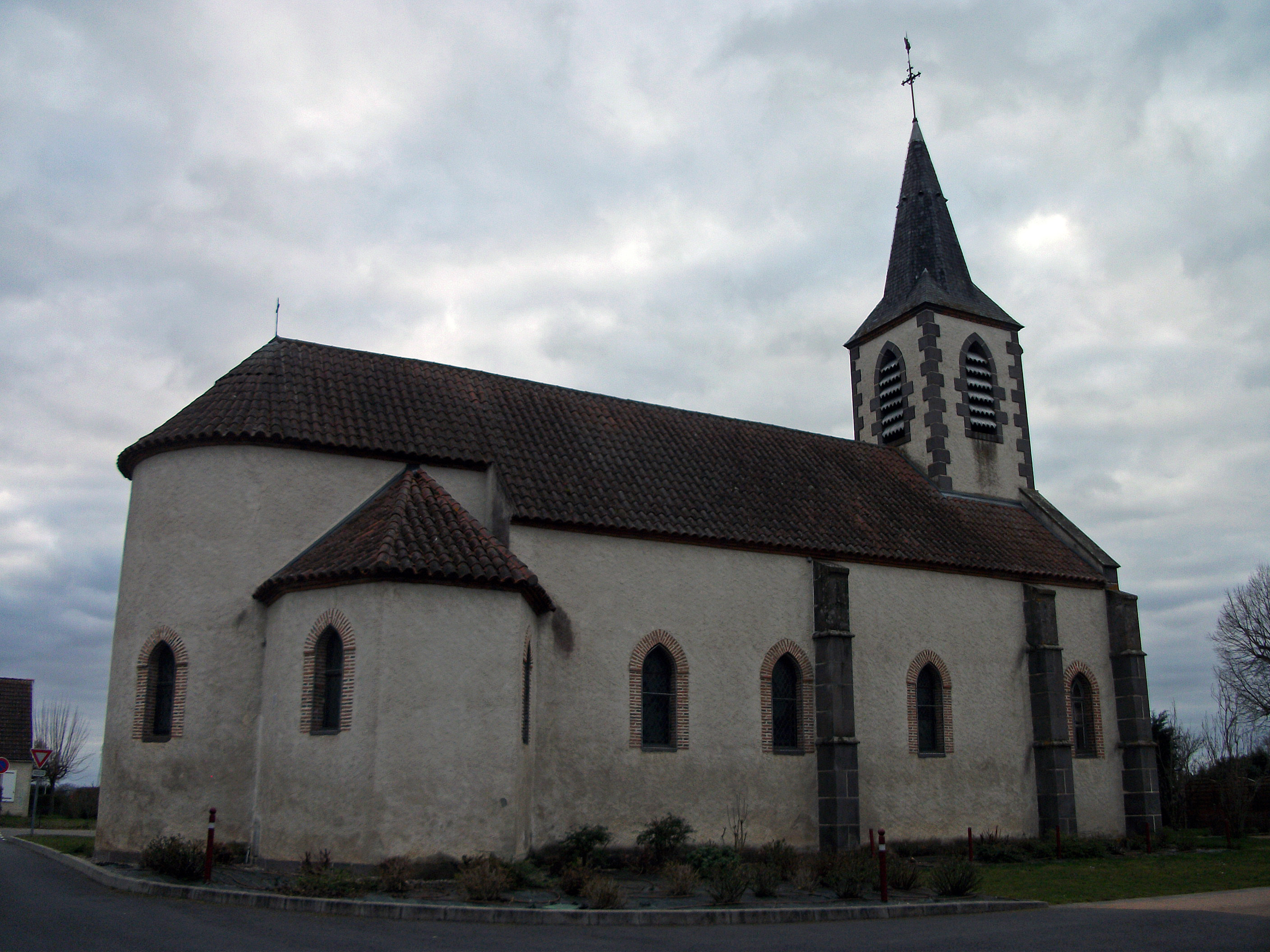
Kirche St-Austremoine

- Kirche St-Austremoine